# Eryngium longifolium
Eryngium longifolium là một loài thực vật có hoa trong họ Hoa tán. Loài này được Cav. mô tả khoa học đầu tiên năm 1800.